# Гогебичский хребет

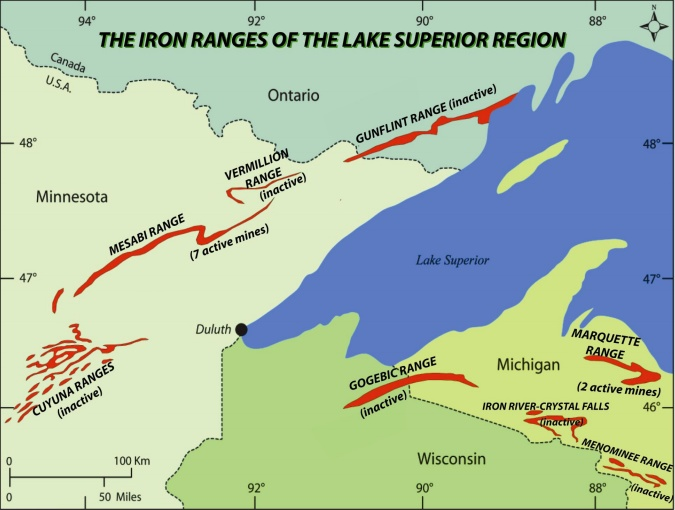
Залежи железной руды в районе о. Верхнее

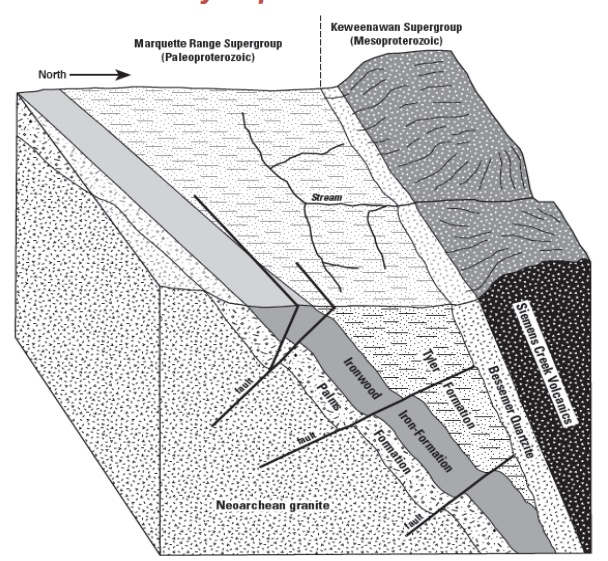
Геология Гогебичского хребта

Гогебичский хребет — цепь залежей железной руды, расположенная в северном Мичигане и Висконсине к югу от озера Верхнее. Простирается в длину почти на 100 км. В ширину залежь простирается менее чем на 1 км и образует полумесяц, выгнутый на северо-запад.
«Хребет» (англ. Range) — общее название железорудных залежей вокруг озера Верхнее. В Висконсине хребет Гогебич часто называют хребтом Пеноки (Penokee). В середине 1880-х годов Гогебичское месторождение пережило спекулятивный бум и сменяющие друг друга периоды экономического роста и спада с 1884 по 1967 год по мере изменения спроса на железо.

## Геология

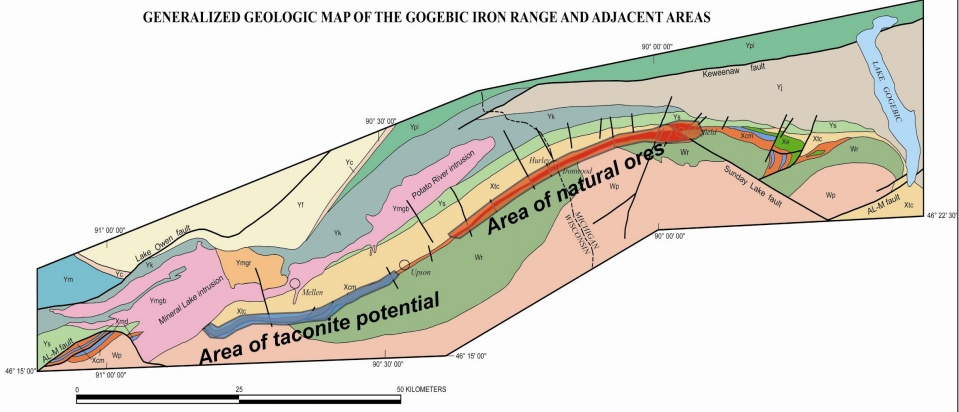
Геологическая карта Гогебич

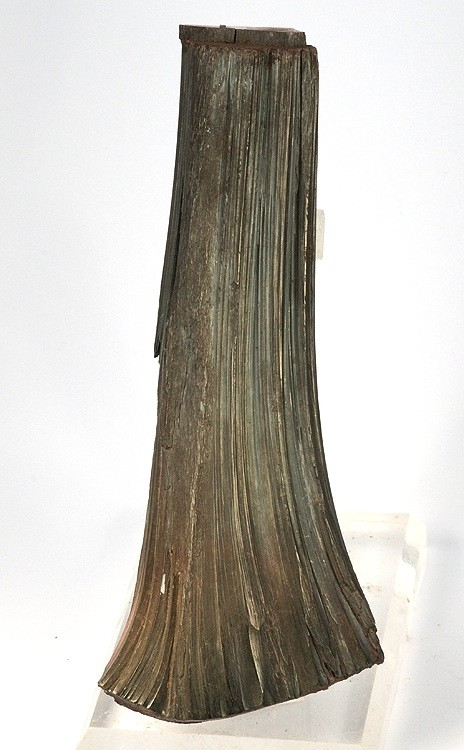
«Древовидный» образец гематита из шахты Монреаль в Гогебичском хребте; размер: 15.8×6.2×2.7 см

Формация Гогебичского хребта была образована богатыми железом отложениями в мелководном море почти 2 миллиарда лет назад.  Около 1 миллиарда лет назад, регион пережил период вулканизма, связанного с образованием системы континентальных разломов, события, которое почти разорвало Североамериканскую плиту пополам, прежде чем таинственным образом закончилось. Образование залежей железной руды было связано с вулканическим метаморфизмом. В ходе геодинамических процессов слои отложений были наклонены почти на семьдесят градусов.
Железная руда залегает в виде формации Ironwood, образовавшейся во период гуронского оледенения. Она состоит из чередующихся слоев оксидов железа в виде оолитовых кремнистых сланцев и тонкозернистых кремнистых карбонатов. Соединения железа составляют 30% от содержания пласта, остальное — кварц. Залежь была обнаружена в 1848 году доктором А. Рэндаллом во время геологических изысканий вблизи г. Апсон, что в Висконсине. Руда была впервые добыта в 1883 году на руднике Колби в Мичигане:19,23,90–91,184.

## История разработки
Между 1884 и 1886 годами на Гогебичском хребте наблюдался резкий экономический рост. Открытие залежей качественной руды, пригодной для использования в  бессемеровском процессе выплавления стали привело к массовому ажиотажу и спекуляциям: в короткий срок делались крупные состояния. 16 сентября 1886 года газета Chicago Tribune писала: 
Сотни людей прибывают ежедневно со всех концов страны, и десятки  становятся миллионерами. Леса уступили место шахтерским лагерям и поселкам, и произошла поразительная трансформация. Подобного не было со времен золотой лихорадки в Калифорнии .

Тысячи иммигрантов и их семьи прибыли в регион, чтобы работать на шахтах. Иммигрантами были в основном финны, шведы, итальянцы, франкоканадцы, австрийцы и англичане. Многие из поселенцев ранее имели опыт добычи полезных ископаемых в своих странах. Приток поселенцев вызвал демографический бум в регионе и помог основать многочисленные поселения.
Железная руда отправлялась по железной дороге в порт Ашленд на побережье Верхнего озера в Ашленде, штат Висконсин, где она грузилась на суда и отправлялась в различные порты Великих озер по всему региону для дальнейшей транспортировки или выплавки стали.
На протяжении десятилетий с конца 19 века и до 1920-х годов Гогебич был одним из основных регионов добычи железной руды в США:37. Руда из Гогебича способствовала общему росту промышленного производства в Верхнем Среднем Западе в эти годы. К 1930 году горная промышленность в регионе пришла в упадок. Шахты начали закрываться в результате Великой депрессии. Некоторые шахты продолжали работать до 1960-х годов, но их объем так и не достиг того уровня, который был в первые годы бума. Последняя отгрузка железной руды компанией Granite City Steel в Иллинойсе состоялась в августе 1967 года.